# Jia-A League 1993
La stagione 1993 è stata la quinta edizione della Jia-A League, trentaquattresima stagione della massima serie cinese di calcio.

## Avvenimenti

### Antefatti
Dopo aver dato il via libera alle grandi imprese per l'acquisizione del controllo finanziario delle squadre iscritte al torneo (fra cui lo Shanghai, passato sotto il controllo della Agfa), la federazione organizzò il campionato con un formato che potesse consentire la sperimentazione del nuovo regime professionistico: rimase inalterato il numero di squadre iscritte (otto), che furono ripartite in due gironi da quattro. Le prime due classificate si sarebbero affrontate in un girone valevole per la vittoria del titolo, le ultime due in un raggruppamento utile per definire le ultime quattro posizioni della classifica. Furono aboliti i pareggi, e in caso di parità oltre i 90 minuti, si sarebbe proceduto a battere i tiri di rigore: indipendentemente da ciò, la squadra vincitrice avrebbe ottenuto due punti e zero la perdente.
L'esito di ciascun incontro avrebbe avuto anche delle ripercussioni a livello finanziario: secondo le nuove disposizioni della federazione relative agli incassi ottenuti in ogni incontro, la vincitrice avrebbe ottenuto il 28% e la perdente il 12% (con il resto dell'incasso che sarebbe spettato per un 40% all'entità proprietaria dello stadio e il 20% alla federazione). Tutte le gare si sarebbero tenute nella provincia di Guangzhou.

### Il campionato
Per la nona volta nella storia del campionato (nonché quarta di Jia-A League) il titolo nazionale andò al Liaoning che, arrivato a pari merito nel girone finale con il Guangdong Hongyuan, si laureò campione grazie alla classifica avulsa favorevole.

## Classifica finale

### Prima fase

#### Gruppo A
|  | Pos. | Squadra         | Pt | G | V (dcr) | P (dcr) | GF | GS |
|  | ---- | --------------- | -- | - | ------- | ------- | -- | -- |
|  | 1.   | Liaoning        | 10 | 6 | 4 (1)   | 1 (0)   | 11 | 5  |
|  | 2.   | Guang. Hongyuan | 8  | 6 | 4 (0)   | 1 (1)   | 11 | 8  |
|  | 3.   | Shanghai        | 4  | 6 | 1 (1)   | 3 (1)   | 6  | 11 |
|  | 4.   | Bayi            | 2  | 6 | 1 (0)   | 5 (0)   | 7  | 11 |

#### Gruppo B
|  | Pos. | Squadra       | Pt | G | V (dcr) | P (dcr) | GF | GS |
|  | ---- | ------------- | -- | - | ------- | ------- | -- | -- |
|  | 1.   | Beijing Guoan | 6  | 6 | 2 (1)   | 3 (0)   | 10 | 6  |
|  | 2.   | Dalian        | 6  | 6 | 2 (1)   | 1 (2)   | 5  | 3  |
|  | 3.   | Guangzhou E.  | 6  | 6 | 3 (0)   | 2 (1)   | 7  | 9  |
|  | 4.   | Foshan        | 6  | 6 | 2 (1)   | 3 (0)   | 9  | 13 |

Legenda: 

      Ammesse al girone valevole per l'assegnazione del campionato.

      Ammesse al girone utile per definire le posizioni della seconda metà della classifica.

Note:

Due punti a vittoria, zero a sconfitta. Nel caso in cui la partita termini in parità entro i 90 minuti, le squadre vanno ai tiri di rigore.

### Fase finale
|                 | Pos. | Squadra         | Pt | G | V (dcr) | P (dcr) | GF | GS |
| --------------- | ---- | --------------- | -- | - | ------- | ------- | -- | -- |
| Cina (bandiera) | 1.   | Liaoning        | 8  | 6 | 2 (2)   | 2 (0)   | 9  | 8  |
|                 | 2.   | Guang. Hongyuan | 8  | 6 | 2 (2)   | 2 (0)   | 9  | 9  |
|                 | 3.   | Beijing Guoan   | 6  | 6 | 2 (1)   | 2 (1)   | 7  | 7  |
|                 | 4.   | Dalian          | 2  | 6 | 1 (0)   | 4 (1)   | 4  | 5  |
|                 |      |                 |    |   |         |         |    |    |
|                 | 5.   | Bayi            | 8  | 6 | 2 (2)   | 2 (0)   | 7  | 8  |
|                 | 6.   | Foshan          | 6  | 6 | 3 (0)   | 2 (1)   | 12 | 6  |
|                 | 7.   | Shanghai        | 6  | 6 | 1 (2)   | 2 (0)   | 5  | 11 |
|                 | 8.   | Guangzhou E.    | 4  | 6 | 2 (0)   | 1 (3)   | 8  | 7  |

Legenda:

      Campione della Cina e ammessa al Campionato d'Asia per club 1994-95
Note:
Due punti a vittoria, zero a sconfitta. Nel caso in cui la partita termini in parità entro i 90 minuti, le squadre vanno ai tiri di rigore.
In caso di parità di punti, vale la discriminante della classifica avulsa.